# Ian Underwood
Pour les articles homonymes, voir Underwood.
Ian Robertson Underwood, né le 22 mai 1939, est un multi-instrumentiste américain connu pour son travail avec Frank Zappa notamment sur l'album Hot Rats.

## Discographie
Avec Frank Zappa
- We're Only in It for the Money
- Cruising With Ruben & The Jets
- Uncle Meat
- Burnt Weeny Sandwich
- Weasels Ripped My Flesh
- Hot Rats
- Chunga's Revenge
- Fillmore East: June 1971
- 200 Motels
- Just Another Band from L.A.
- Over-Nite Sensation
- Apostrophe (')

Avec Captain Beefheart
- Trout Mask Replica (Straight, 1969)

Avec Alphonse Mouzon
- The Man Incognito (Blue Note, 1975)

Avec Lalo Schifrin
- Gypsies (Tabu, 1978)
- No One Home (Tabu, 1979)

Avec Gábor Szabó
- Macho (Salvation, 1975)

### Avec Hugh Cornwell
- Nosferatu (united artists, 1979)